# Mukuro Rokudō
Mukuro Rokudo (六道 骸 Rokudō Mukuro?) es un personaje ficticio en el manga y anime Katekyō Hitman Reborn! creado por Akira Amano. Interpretado como el primer antagonista de la serie, Mukuro Rokudo a los 15 años de edad se introduce a la mafia criminal, quien es el líder del Grupo Kokuyo, que consta de desalmados criminales que han escapado recientemente de la cárcel. Sin embargo, más adelante en la serie, después de poseer el cuerpo de Chrome Dokuro, asume un papel más importante para los personajes principales de la serie, convirtiéndose en más un aliado que un enemigo, aunque él prefiere no asociarse con ellos. Aparte del manga y el anime, Mukuro también ha aparecido en otros medios de comunicación de la franquicia Reborn!, incluyendo videojuegos y novelas.
El personaje de Mukuro Rokudo ha sido muy bien recibido por los lectores desde su introducción, un ranking lo considera como uno de los personajes más populares en todas las encuestas oficiales de la serie Shonen Jump. Además, su personaje y el CD del personaje Kyōya Hibari titulado "Sakura addiction" (fue el quinto ending de la serie Katekyō Hitman Reborn!), alcanzó el séptimo lugar en las listas Oricon. Su rendimiento ha obtenido por cada uno de sus actores de voz una nominación a los Seiyū Awards por "Mejor Interpretación Musical", además a Toshinobu Iida por ser nominado como "Mejor Actor Novato" por su interpretación como Mukuro Rokudo. Numerosas publicaciones de anime y manga han comentado sobre el personaje de Mukuro, en su mayoría recibiendo comentarios positivos. En cuanto a su apariencia también se ha lanzado como llaveros y figuras de acción.

## Historia
Después de llegar a Japón desde Italia e inscribirse en Kokuyo, diez días antes de su primera aparición, Mukuro (junto a Chikusa y Ken) inició una banda compuesta por delincuentes de la 
mafia, y comenzó su búsqueda del jefe de la décima generación de Vongola. Después de atacar a sus subordinados con éxito lográ captar la atención de Tsuna Sawada
Durante la lucha con Tsuna, Mukuro revela sus planes de tomar el 
cuerpo del Décimo Vongola con el fin de vengarse de la mafia, Sin embargo, pierde la batalla contra Tsuna y él y sus amigos son 
encarcelados por los guardianes de la mafia, la Vendicare
Más tarde hay un intento de escape, pero Mukuro decide usarse como cebo para que sus dos compañeros escapen y termina siendo arrojado a una celda de la cárcel en el nivel más bajo. Al pasear por sus ilusiones, se encuentra con Chrome Dokuro, que
estaba al borde de la muerte, estando en posesión de ella, salva su
vida con los órganos de una ilusión. A continuación, hace un trato con Vongola para convertirse en uno de
los guardianes del anillo a cambio de la seguridad de Ken y Chikusa. Ahora compartiente de una existencia con Chrome, Mukuro ayuda a que Dokuro derrote a Mammon.
En la historia del futuro (Casi diez años después), Mukuro había poseído al búho de Glo y ayuda Chrome a derrotarle. 
Se dedica a espiar a a familia Millefiore pero es descubierto por Byakuran quien lo derrota en batalla.
Él vuelve a aparecer como una ilusión en la batalla contra las Seis coronas fúnebres y lucha contra Byakuran con el fin de dar tiempo suficiente para escapar a los 
Vongola. Más tarde, Fran (el aprendiz de Mukuro) libera su cuerpo de la prisión con el fin de ayudar a los Vongola en su lucha contra las coronas funerarias.

## Personalidad
Mukuro se ve a menudo con una sonrisa juguetona y parece indiferente a los sufrimientos de los demás. Apareciendo como primer antagonista de la serie, Mukuro no es contrario a la eliminación de aquellos que se interpongan en su camino, y no es fácil intimidarlo, generalmente hablando a otros de una manera muy directa y arrogante. Antes de su primera aparición, él, junto con Ken Joshima y Chikusa Kakimoto, se menciona que se ha encerrado en una prisión de alta seguridad de Italia, que se reservan para los más peligrosos criminales de la Mafia, que incluso han cometido crímenes contra la mafia propia. Él se preocupa poco por los demás, y simplemente considera que las personas son "juguetes" que se pueden sacrificar para llegar a lo que quiere. Sin embargo, a pesar de afirmar esto, parece tener cierto apego a Ken y Chikusa, también siente afecto hacia Chrome e incluso los protege, así como de sacrificarse por ellos, cuando es necesario, aunque no lo hace en frente de ellos. Para mantener su identidad oculta, Mukuro periódicamente controla a varias personas, sobre todo Lanchia, al que utiliza como un "falso Mukuro".
Mukuro implica tener una aversión fuerte para toda la mafia subterránea, debido en parte a las experimentaciones que sufrió cuando era un niño a manos de la familia de la mafia Estraneo.
Cuando Mukuro mató a sus captores, ofreció a Chikusa y Ken, que también fueron víctimas de la experimentación, la oportunidad de unirse a él en su lucha por destruir el mundo. Sin embargo, no sólo quiere vengarse de la mafia para destruirla, él también quiere limpiar el mundo de sus inmundicias, invocando el sufrimiento universal a través de una guerra mundial. Incluso después de convertirse en el Guardián de la Niebla de la Familia Vongola, Mukuro todavía reclama que el no forma parte de la mafia, por haber sido desterrado de ella, y continua viendo a la organización con un gran desprecio.

## Recepción
En la encuesta de Shonen Jump, Mukuro clasificó como el villano más popular. En la encuesta de la tercera parte de la serie, Mukuro clasificó como el tercer personaje masculino más popular, por debajo de Kyoya Hibari y Tsunayoshi Sawada, quienes obtuvieron el primer y segundo lugar, respectivamente. En la quinta y cuarta encuesta de popularidad, Mukuro ocupó el cuarto lugar en ambas ocasiones. En la cuarta encuesta, obtuvo 7.280 votos y, en la más reciente,  13.561 votos. El 7 de noviembre de 2007, una canción titulada «Sakura Addiction», interpretada por Mukuro y Hibari, fue puesta en libertad, y se convirtió en la canción más exitosa de Katekyo Hitman Reborn!, debutó en el noveno lugar en las listas de Oricon. El sencillo alcanzó su punto máximo en el séptimo lugar, pero se mantuvo en el Top 40 hasta mediados de enero de 2008. contiene dúos y las canciones individuales cantadas por ambos actores de voz, Toshinobu Iida y Takashi Kondo. Hay dos cubiertas disponibles. La canción «Sakura Addiction», fue utilizada como el quinto ending de la serie.

## Habilidades
Conocido como alguien que ha llevado tanto a la mafia como la policía en la peligrosa y más desesperada de las situaciones, Mukuro es un adversario mortal. Aunque la principal arma de Mukuro es un tridente y es capaz de utilizar las habilidades de combate, es ante todo un maestro de ilusiones, por lo tanto no es fácilmente engañado por ilusiones que sean emitidos por otros. Sus habilidades están en los Seis Reinos de la Reencarnación" (六道輪廻 Rokudō rinne?), seis especialidades distintas que según él ha visto en sus recuerdos por haber tenido su cuerpo, pasar por los seis caminos a Hades. Al utilizar sus habilidades, un número japonés, que corresponde al reino que ha entrado, aparece en el ojo derecho. Las habilidades concedidas de los caminos individuales varía desde la mejora de sus capacidades de control físico y mental, así como su poder de sus ilusiones, para que pueda controlar y convocar a los animales.
Mukuro posee también la bala de Posesión de la Familia Estraneo,  una bala prohibida que permite al usuario poseer el cuerpo de otra persona, cuando el poseedor se dispara con esta. Con ello, Mukuro es capaz de poseer y controlar el cuerpo de alguien que ha cortado con su tridente. Se puede poseer varios órganos simultáneamente, y también está siendo capaz de entrar en los seis reinos, otorgándole la capacidad de utilizar una técnica diferente para cada cuerpo.

### LosSeis Reinosde laReencarnación

#### Primer Reino
Cuando el símbolo "一", representado como número uno en japonés, aparece en su ojo, indica que usa el Primer Reino, el Reino del Infierno, el que le otorga el poder de crear ilusiones reales, capaces de afectar el mundo real. Este poder es simplemente una deformación de la realidad, con la limitación de que la ilusión al ser una creación física, puede ser destruida. Al parecer, él puede usar esta capacidad sin tener que aparecer en el mundo real, al poseer cuerpos con su habilidad de transmigración.

#### Segundo Reino
Cuando "二" representa el número dos, es el Reino de los Fantasmas Hambrientos, que le otorga el poder de utilizar las habilidades de los demás, cuando se controla el cuerpo de una persona, él es perfectamente capaz de llevar a cabo sus propios ataques.

#### Tercer Reino
Cuando "三" es tres. Es el Reino de los Animales que le otorga el poder de invocar y controlar a los animales mortíferos.

#### Cuarto Reino
Cuando "四" es cuatro. Es el Reino de Asura, lo que aumenta sus habilidades de combate, cuando se utiliza esta habilidad, una llama oscura rodea su ojo derecho.

#### Quinto Reino
Cuando "五" es cinco. Es el Reino Humano, lo que aumenta su aura de batalla, por lo tanto su fuerza, es considerado como el más peligroso de los seis reinos, cuando Mukuro primero entra en el reino, él físicamente atraviesa su ojo derecho, y una especie de aura, parecido a la llama Última voluntad, entonces rodea todo el cuerpo de Mukuro, pero a diferencia de la Llama Última Voluntad, el aura Mukuro, en sí mismo, no representa ningún peligro, ya que sólo representa el espíritu de lucha de Mukuro.

#### Sexto Reino
Cuando "六" es seis. Es el Reino del Cielo, que le otorga el poder de poseer cuerpos de otras personas que hallan sido dañadas por su tridente, y en los cuales no sufre el dolor de los cuerpos y los fuerza a luchar hasta que al cuerpo le es físicamente imposible moverse.

## Objetos
Tridente: Un largo tridente con las puntas y la empuñadura de estas compuestas de acero, y el mango de un metal más flexible color negro, pudiendo estas dos partes separarse y las puntas laterales del tridente plegarse para quedar unidas a la central. Mientras Mukuro porta el tridente está mentalmente en contacto con Chrome, lo que le permite no sólo comunicarse con esta sino que el ilusionista tome posesión parcial o total del cuerpo de la chica (el mismo efecto recae sobre el resto de sus subordinados o aliados más cercanos). Es por esto último que Chrome jamás se separa de él.
Anillo Vongola de la Niebla: Una pequeña joya de fina montura plateada con el símbolo del Guardián de la Niebla Vongola en su cara superior. Es capaz de emitir grandes cantidades de llamas de niebla de gran pureza, gracias a las cuales Rokudo logra aumentar el nivel de sus técnicas ilusorias, siempre y cuando pague 20 puntos de onda de alma o energía mágica adicionales por cada nivel aumentado cada turno que las ilusiones se encuentren activas.